# 가마치 다케오
가마치 다케오(일본어: 蒲池 猛夫, 1936년 3월 20일~2014년 12월 4일)는 일본의 사격 선수이다. 48세의 나이로 1984년 하계 올림픽 남자 25m 속사권총 종목에서 금메달을 획득했으며, 일본 역대 최고령 올림픽 금메달리스트이자 올림픽 사격 금메달을 획득한 유일한 일본 선수가 되었다.